# Сісешть (комуна)
Сісешть, Сісешті (рум. Sisești) — комуна у повіті Мехедінць в Румунії. До складу комуни входять такі села (дані про населення за 2002 рік):
- Керемідару (113 осіб)
- Кокорова (386 осіб)
- Крегуєшть (473 особи)
- Ноаптеша (801 особа)
- Сісешть (938 осіб)
- Човирнешань (499 осіб)

Комуна розташована на відстані 260 км на захід від Бухареста, 21 км на північний схід від Дробета-Турну-Северина, 91 км на північний захід від Крайови.

## Населення
За даними перепису населення 2002 року у комуні проживали 3210 осіб.
Національний склад населення комуни:
| Національність | Кількість осіб | Відсоток |
| -------------- | -------------- | -------- |
| румуни         | 3187           | 99,3%    |
| цигани         | 20             | 0,6%     |
| німці          | 2              | 0,1%     |
| українці       | 1              | < 0,1%   |

Рідною мовою назвали:
| Мова      | Кількість осіб | Відсоток |
| --------- | -------------- | -------- |
| румунська | 3197           | 99,6%    |
| циганська | 11             | 0,3%     |
| угорська  | 1              | < 0,1%   |
| німецька  | 1              | < 0,1%   |

Склад населення комуни за віросповіданням:
| Релігія       | Кількість осіб | Відсоток |
| ------------- | -------------- | -------- |
| православні   | 3190           | 99,4%    |
| адвентисти    | 7              | 0,2%     |
| бретрени      | 6              | 0,2%     |
| п'ятдесятники | 3              | 0,1%     |
| римо-католики | 2              | 0,1%     |
| баптисти      | 2              | 0,1%     |